# Chúng Ta Đều Muốn Một Thứ (album của Cá Hồi Hoang)
Chúng Ta Đều Muốn Một Thứ là album phòng thu thứ sáu và cũng là album cuối cùng của ban nhạc Việt Nam Cá Hồi Hoang được phát hành bởi Lumif Recordings vào ngày 7 tháng 4 năm 2021. Album bao gồm 18 bài hát với 4 đĩa đơn đã ra mắt trước đó là "Tự Do", "Người Tìm Vàng", "Một Đời" và "Vậy Thì".

## Danh sách bài hát
| Danh sách bài hát của Chúng Ta Đều Muốn Một Thứ | Danh sách bài hát của Chúng Ta Đều Muốn Một Thứ | Danh sách bài hát của Chúng Ta Đều Muốn Một Thứ |
| STT                                             | Nhan đề                                         | Thời lượng                                      |
| ----------------------------------------------- | ----------------------------------------------- | ----------------------------------------------- |
| 1.                                              | "Chúng Ta Đều Muốn Một Thứ"                     | 1:50                                            |
| 2.                                              | "Công Thức Tốt Bụng"                            | 4:24                                            |
| 3.                                              | "Người Tìm Vàng"                                | 4:10                                            |
| 4.                                              | "Tự Do"                                         | 3:54                                            |
| 5.                                              | "Đến Hết Hôm Nay"                               | 3:44                                            |
| 6.                                              | "Chú Sáu"                                       | 1:51                                            |
| 7.                                              | "Một Đời"                                       | 3:57                                            |
| 8.                                              | "Mảnh Ghép"                                     | 3:35                                            |
| 9.                                              | "Cửa Sắt"                                       | 2:54                                            |
| 10.                                             | "Phai Mờ"                                       | 1:33                                            |
| 11.                                             | "Reset (Rỉ Sét)"                                | 3:20                                            |
| 12.                                             | "Mất Kết Nối"                                   | 3:55                                            |
| 13.                                             | "Thợ Săn Bóng Đêm"                              | 3:43                                            |
| 14.                                             | "Vậy Thì"                                       | 3:41                                            |
| 15.                                             | "Cơ Hội Cuối"                                   | 3:45                                            |
| 16.                                             | "Không Điều Kiện"                               | 3:07                                            |
| 17.                                             | "Xúc Cảm Bộ Máy"                                | 3:46                                            |
| 18.                                             | "Tình Yêu"                                      | 3:41                                            |
| Tổng thời lượng:                                | Tổng thời lượng:                                | 60:50                                           |

## Những người thực hiện
Âm nhạc
- Nguyễn Viết Thành – sản xuất, viết lời, hát chính, guitar, nhạc cụ bổ sung (1–5, 7–9, 11–18), tất cả nhạc cụ (6, 10)
- Nguyễn Thanh Minh – guitar (1–5, 7–9, 11–18)
- Bùi Khắc Đạt – bass (1–5, 8–9, 11–17)
- Phương Anh – hát bè (1–4, 8)
- Thân Bảo Trân – hát bè (1–4, 8), hát chính (17)